# Jules Harmand
Pour les articles homonymes, voir Harmand.
Jules Harmand, né François-Jules Harmand, le 23 octobre 1845 à Saumur et mort le 14 janvier 1921 à Poitiers, est un médecin, explorateur et diplomate français
. 

## Biographie
Après trois années à l'École impériale du Service de santé militaire de Strasbourg, Jules Harmand découvre la Cochinchine et apprend le vietnamien dès 1866, en tant qu'aide-médecin auxiliaire de la marine. Il doit repartir en France en 1870 lorsque la guerre avec la Prusse éclate. Entre 1873 et 1877, il prend part à plusieurs campagnes civiles et militaires au Tonkin et en Cochinchine, ainsi qu'à des missions d'exploration scientifiques dans la péninsule indochinoise, sur le Mékong et au Siam. Ainsi, on le retrouve accompagnant Delaporte à Angkor et, quelques mois plus tard, comme médecin, sur le fleuve Rouge, à bord de la canonnière L'Espingole commandée par l'enseigne de vaisseau Balny d'Avricourt.

### Mission Harmand (1875-1877)
Le traité signé le 15 mars 1874 entre la France et l'Annam garantissant la libre circulation dans le pays va permettre au Dr Harmand d'entreprendre cinq voyages d'exploration.
En mai 1875, Harmand fait une nouvelle étude des ruines d'Angkor où il avait précédemment accompagné Louis Delaporte. Malade, il interrompt son voyage et rejoint Phnom Penh.
En novembre 1875, Harmand remonte le Mékong, débarque aux Chutes de Khone et explore le bassin du Stung-Sen, affluent du lac de Tonlé Sap et découvre qu'une immense forêt marécageuse sépare le bassin du grand fleuve et le bassin des lacs.
Pour son troisième voyage, Harmand remonte au nord du Tonlé Sap, visite le royaume d'Oubôn, reconnaît le cours de tous les affluents de droite de la Mun (rivière), la descend et poursuit sur le Mékong jusqu'à Bassac.
En février 1877, il étudie les monuments de Vat Phou visités par Francis Garnier, confirme les données de Ernest Doudart de Lagrée sur le massif des Khas-Boloven, visite Attapeu et, malade, rejoint Bassac.
Rétabli, il remonte le Mékong, franchit les rapides de Ya-Pout et de l'île Sâ (au sud de Savannakhet) et atteint Nakhon Phanom le 2 mai. Voulant franchir la Chaîne Annamitique pour rejoindre la plaine côtière de l'Annam, il arrive à Songkhone et entreprend de remonter en pirogue le Se-Bang-Hien. Faute de vivres, il retourne à Songkhone, loue des éléphants et des porteurs et rejoint Hué par Cam Lộ et Quảng Trị.
Il rentre en France en 1878 où il est chargé, entre autres, de l'organisation de la section indochinoise de l'Exposition universelle de 1878. En 1881, il entame une carrière diplomatique comme consul de France à Bangkok. En août 1883, il est le signataire pour la France du premier traité de Hué, par lequel la dynastie Nguyễn accepte le protectorat français sur le Tonkin et l'Annam. Il deviendra successivement commissaire général du gouvernement au protectorat du Tonkin (1883), consul général à Calcutta (1885), gérant de la légation à Santiago (1890), chargé de reprendre les négociations frontalières avec le Siam (1894) et enfin ministre plénipotentiaire à Tōkyō (1894-1905) au moment des conflits sino-japonais puis russo-japonais.
Il était  Commandeur de la Légion d'honneur.
Il sera également président de la Société de géographie à partir de 1912.

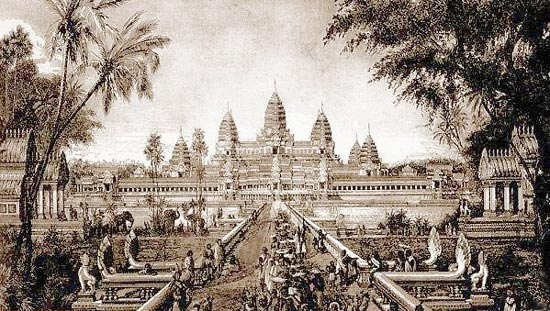
Angkor au temps de Jules Harmand et de Louis Delaporte

## Écrits
- Jules Harmand, L'Indo-Chine française : politique et administration. Conférence faite à l'Association républicaine du centenaire de 1789, Paris, Imprimerie C. Pariset, 1867 (lire en ligne)

- Jules Harmand, Aperçu pathologique sur la Cochinchine, Versailles, Imprimerie de E. Aubert, 1874 (lire en ligne)
- Domination et colonisation, Paris, Flammarion, coll. « Bibliothèque de philosophie scientifique », 1910 (lire en ligne)
- Jules Harmand, L'homme du Mékong : un voyageur solitaire à travers l'Indochine inconnue, Paris, Phébus, 1994
- Jules Harmand, Explorations coloniales au Laos : du Mékong aux Hauts Plateaux, itinéraire au cœur d'une passion française, Paris, Soukha éditions, 2010, 239 p., poche (ISBN 978-2-919122-47-9, OCLC 698167488, lire en ligne)